# Arasalu, Hosanagara
Arasalu là một làng thuộc tehsil Hosanagara, huyện Shimoga, bang Karnataka, Ấn Độ.